# Michael Griffin (Physiker)

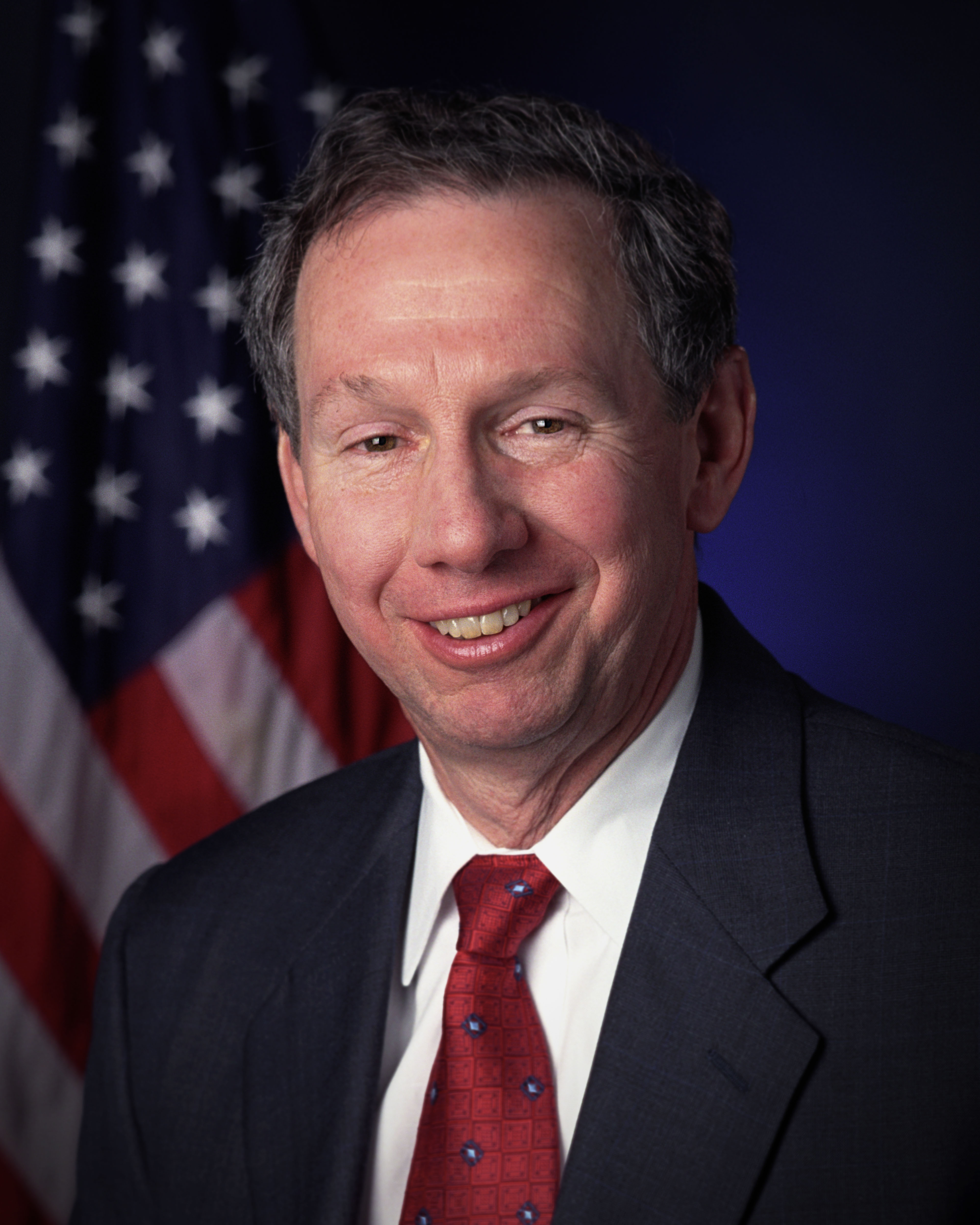
Michael Griffin

Michael Douglas „Mike“ Griffin (* 1. November 1949 in Aberdeen, Maryland, USA) ist ein US-amerikanischer Physiker. Vom 13. April 2005 bis zum 20. Januar 2009 war er Leiter der US-Raumfahrtbehörde NASA.

## Leben
Griffin hat Physik studiert (Bachelor von der Johns Hopkins University), Luft- und Raumfahrttechnik (Master von der Catholic University of America sowie 1977 ein Doktor von der University of Maryland), Elektrotechnik (Master von der University of Southern California), Betriebswirtschaft (Master vom Loyola College) und Bauingenieurwesen (Master von der George Washington University).
Griffin war ab 1986 fünf Jahre lang stellvertretender Technikdirektor für das SDI-Programm in der Strategic Defense Initiative Organization im Verteidigungsministerium der Vereinigten Staaten und arbeitete von August 1991 bis 1994 bei der NASA als Chefingenieur und Forschungsdirektor (Associate Administrator for Exploration). Bevor er 1995 als Vizepräsident zur Orbital Sciences Corporation kam, einer Raumfahrtfirma in Dulles (Virginia), stand er als General Manager der Space Industries International in Texas vor.

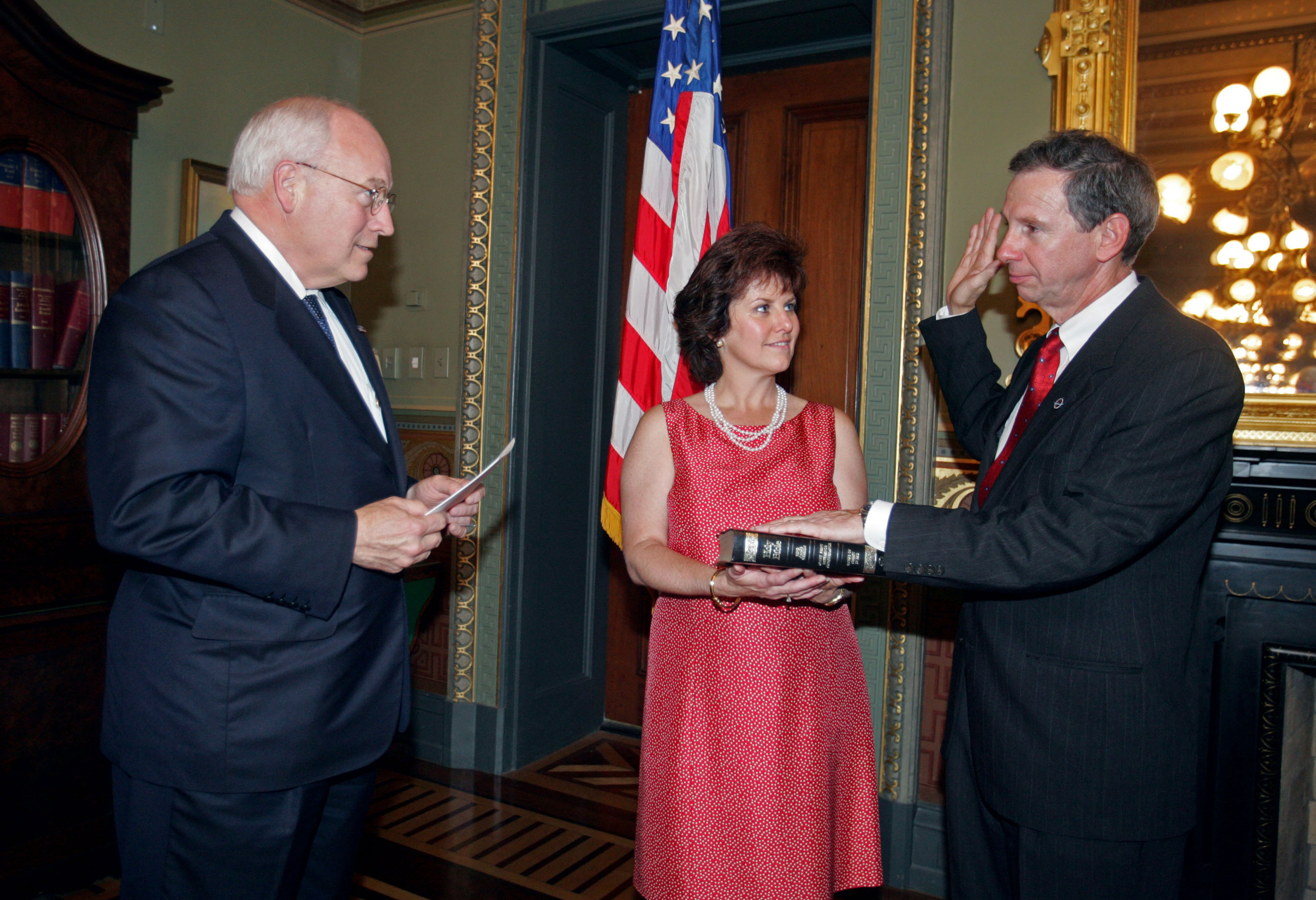
Mike Griffin mit seiner Frau Rebecca bei der Vereidigung durch US-Vizepräsident Cheney

Dann war Griffin Leiter von In-Q-Tel in Arlington (Virginia), einer vom US-Geheimdienst CIA 1999 gegründeten Firma zur Erforschung neuer Technologien. Ab April 2004 war er ein Jahr lang Direktor der Raumfahrtabteilung des Applied Physics Laboratory an der Johns Hopkins University in Laurel (Maryland).
Am 11. März 2005 wurde Griffin von US-Präsident George W. Bush als Chef der NASA vorgeschlagen. Am 13. April wurde er vom Senat bestätigt und trat einen Tag später als 11. Administrator der NASA die Nachfolge von Sean O’Keefe an. Formell vereidigt wurde Griffin am 28. Juni 2005 durch US-Vizepräsident Dick Cheney.
Am 15. Februar 2018 wurde Griffin vom Senat als Under Secretary of Defense for Research and Engineering bestätigt.